# Ja ljublju tebja (album)
Ja ljublju tebja (in russo Я люблю тебя?) è il primo album in studio del duo musicale russo Rauf & Faik, pubblicato il 28 settembre 2018 dalla Atlantic Records Russia.
Il disco è stato promosso dall'omonima tournée e dall'unico estratto Detstvo, che ha generato oltre mezzo miliardo di riproduzioni su YouTube.

## Tracce
Testi e musiche di Rauf & Faik.
1. Čto meždu nami – 1:56
2. Mosty – 2:28
3. Aprel' (feat. Intakto) – 4:24
4. Bylo by leto – 4:08
5. Večera – 3:20
6. Gde moja ljubimaja – 2:48
7. Golubye glaza – 3:46
8. Narkotiki i alkogol' (feat. Intakto) – 3:46
9. Detstvo – 3:08
10. Prosto drug moj – 2:32
11. Mama – 4:26
12. Skaži mne kak ty ljubiš' menja – 2:56
13. 5 minut – 2:32
14. Solnce – 2:37
15. Ja ogon' ty voda – 2:59
16. Kotoruju ljubiš' – 2:44
17. Ja ljublju tebja – 3:23

## Classifiche
| Classifica (2019) | Posizione massima |
| ----------------- | ----------------- |
| Lettonia          | 27                |
| Lituania          | 100               |